# Manchester City Football Club 2011-2012
Questa voce raccoglie le informazioni riguardanti il Manchester City Football Club nelle competizioni ufficiali della stagione 2011-2012.

## Stagione
Il 13 maggio 2012 il Manchester City di Roberto Mancini riscatta le delusioni stagionali, tra cui la Community Shield persa in rimonta contro i rivali dello United e l'eliminazione nella fase a gironi di Champions League, tornando campione d'Inghilterra dopo 44 anni: vincendo per 3-2 contro il QPR nei minuti di recupero, la squadra chiude al primo posto a pari punti con lo United ma forte di una differenza reti migliore (+64 contro +55 dei concittadini).

## Maglie e sponsor
Lo sponsor tecnico per la stagione 2011-2012 è Umbro, mentre lo sponsor ufficiale è Etihad Airways.
| Casa | Trasferta | Terza divisa |

## Rosa
| N. |                                 | Ruolo | Calciatore                 |
| -- | ------------------------------- | ----- | -------------------------- |
| 2  | Inghilterra (bandiera)          | D     | Micah Richards             |
| 4  | Belgio (bandiera)               | D     | Vincent Kompany (capitano) |
| 5  | Argentina (bandiera)            | D     | Pablo Zabaleta             |
| 6  | Inghilterra (bandiera)          | D     | Joleon Lescott             |
| 7  | Inghilterra (bandiera)          | C     | James Milner               |
| 8  | Cile (bandiera)                 | C     | David Pizarro              |
| 10 | Bosnia ed Erzegovina (bandiera) | A     | Edin Džeko                 |
| 11 | Inghilterra (bandiera)          | C     | Adam Johnson               |
| 12 | Inghilterra (bandiera)          | P     | Stuart Taylor              |
| 13 | Serbia (bandiera)               | D     | Aleksandar Kolarov         |
| 15 | Montenegro (bandiera)           | D     | Stefan Savić               |
| 16 | Argentina (bandiera)            | A     | Sergio Agüero              |
| 18 | Inghilterra (bandiera)          | C     | Gareth Barry               |

| N. |                           | Ruolo | Calciatore                 |
| -- | ------------------------- | ----- | -------------------------- |
| 19 | Francia (bandiera)        | C     | Samir Nasri                |
| 20 | Inghilterra (bandiera)    | C     | Owen Hargreaves            |
| 21 | Spagna (bandiera)         | C     | David Silva                |
| 22 | Francia (bandiera)        | D     | Gaël Clichy                |
| 25 | Inghilterra (bandiera)    | P     | Joe Hart                   |
| 28 | Costa d'Avorio (bandiera) | D     | Kolo Touré                 |
| 30 | Romania (bandiera)        | P     | Costel Pantilimon          |
| 32 | Argentina (bandiera)      | A     | Carlos Tévez               |
| 34 | Paesi Bassi (bandiera)    | C     | Nigel de Jong              |
| 37 | Fær Øer (bandiera)        | P     | Gunnar Nielsen             |
| 42 | Costa d'Avorio (bandiera) | C     | Yaya Touré (vice capitano) |
| 45 | Italia (bandiera)         | A     | Mario Balotelli            |

## Calciomercato

### Sessione estiva (dall'1/7 all'1/9)
| Acquisti | Acquisti          | Acquisti        | Acquisti                    |
| R.       | Nome              | da              | Modalità                    |
| -------- | ----------------- | --------------- | --------------------------- |
| P        | Costel Pantilimon | Timișoara       | prestito                    |
| P        | David González    | Leeds Utd       | fine prestito               |
| D        | Wayne Bridge      | West Ham Utd    | fine prestito               |
| D        | Kieran Trippier   | Barnsley        | fine prestito               |
| D        | Nedum Onuoha      | Sunderland      | fine prestito               |
| D        | Ben Mee           | Leicester City  | fine prestito               |
| D        | Gaël Clichy       | Arsenal         | definitivo (7,75 milioni €) |
| D        | Stefan Savić      | Partizan        | definitivo (12 milioni €)   |
| C        | Owen Hargreaves   | Manchester Utd  | definitivo (0 €)            |
| C        | Abdisalam Ibrahim | Scunthorpe Utd  | fine prestito               |
| C        | Vladimír Weiss    | Rangers         | fine prestito               |
| C        | Andrew Tutte      | Yeovil Town     | fine prestito               |
| C        | Samir Nasri       | Arsenal         | definitivo (27,5 milioni €) |
| A        | Sergio Agüero     | Atlético Madrid | definitivo (45 milioni €)   |
| A        | Emmanuel Adebayor | Real Madrid     | fine prestito               |
| A        | Roque Santa Cruz  | Blackburn       | fine prestito               |
| A        | Craig Bellamy     | Cardiff City    | fine prestito               |
| A        | Felipe Caicedo    | Levante         | fine prestito               |

| Cessioni | Cessioni              | Cessioni          | Cessioni                    |
| R.       | Nome                  | a                 | Modalità                    |
| -------- | --------------------- | ----------------- | --------------------------- |
| P        | David González        | Aberdeen          | prestito                    |
| P        | Shay Given            | Aston Villa       | definitivo (3,75 milioni €) |
| D        | Shaleum Logan         | Brentford         | svincolato                  |
| D        | Ben Mee               | Burnley           | prestito                    |
| D        | Scott Kay             | Macclesfield Town | svincolato                  |
| D        | Kieran Trippier       | Burnley           | prestito                    |
| D        | Dedryck Boyata        | Bolton            | prestito                    |
| C        | Andrew Tutte          | Rochdale          | svincolato                  |
| C        | Jérôme Boateng        | Bayern Monaco     | definitivo (13,5 milioni €) |
| C        | Patrick Vieira        |                   | fine carriera               |
| C        | Abdisalam Ibrahim     | N.E.C.            | prestito                    |
| C        | Michael Johnson       | Leicester City    | prestito                    |
| C        | Vladimír Weiss        | Espanyol          | prestito                    |
| C        | Shaun Wright-Phillips | QPR               | definitivo (4 milioni €)    |
| A        | Felipe Caicedo        | Levante           | definitivo (1 milione €)    |
| A        | Jô                    | Internacional     | definitivo (0 €)            |
| A        | James Poole           | Hartlepool Utd    | svincolato                  |
| A        | Emmanuel Adebayor     | Tottenham         | prestito                    |
| A        | Roque Santa Cruz      | Real Betis        | prestito                    |
| A        | John Guidetti         | Feyenoord         | prestito                    |
| A        | Craig Bellamy         | Liverpool         | definitivo (0 €)            |
| C        | Alex Nimely           | Middlesbrough     | prestito                    |
| D        | Greg Cunningham       | Nottingham Forest | prestito                    |
| C        | Abdul Razak           | Portsmouth        | prestito                    |

### Sessione invernale (dal 3/1 al 31/1)
| Acquisti | Acquisti      | Acquisti   | Acquisti      |
| R.       | Nome          | da         | Modalità      |
| -------- | ------------- | ---------- | ------------- |
| C        | Abdul Razak   | Portsmouth | fine prestito |
| C        | David Pizarro | Roma       | prestito      |

| Cessioni | Cessioni       | Cessioni              | Cessioni                   |
| R.       | Nome           | a                     | Modalità                   |
| -------- | -------------- | --------------------- | -------------------------- |
| D        | Kieran Tripper | Burnley               | definitivo (0 €)           |
| A        | Harry Bunn     | Preston N.E.          | prestito                   |
| A        | Alex Nimely    | Coventry City         | prestito                   |
| A        | Andrea Mancini | Fano                  | prestito                   |
| D        | Nedum Onuoha   | QPR                   | definitivo (3,6 milioni €) |
| D        | Wayne Bridge   | Sunderland            | prestito                   |
| C        | Mohammed Abu   | Eintracht Francoforte | prestito                   |
| C        | Abdul Razak    | Brighton              | prestito                   |

## Risultati

### Premier League

#### Girone d'andata
| Arbitro: | Mike Dean |

|                                     |           |  |
| Džeko 57’ Agüero 68’, 90’ Silva 71’ | Marcatori |  |

| Arbitro: | Mike Jones |

|                        |           |                               |
| Klasnić 39’ Davies 63’ | Marcatori | 26’ Silva 36’ Barry 47’ Džeko |

| Arbitro: | Phil Dowd |

|            |           |                                     |
| Kaboul 68’ | Marcatori | 34’, 41’, 55’, 90’ Džeko 60’ Agüero |

| Arbitro: | Martin Atkinson |

|                      |           |  |
| Agüero 13’, 63’, 69’ | Marcatori |  |

| Arbitro: | Mark Clattenburg |

|                       |           |                 |
| Zamora 55’ Murphy 75’ | Marcatori | 18’, 46’ Agüero |

| Arbitro: | Howard Webb |

|                          |           |  |
| Balotelli 68’ Milner 89’ | Marcatori |  |

| Arbitro: | Phil Dowd |

|  |           |                                               |
|  | Marcatori | 57’ Johnson 59’ Balotelli 73’ Nasri 87’ Savić |

| Arbitro: | Anthony Taylor |

|                                                  |           |             |
| Balotelli 28’ Johnson 47’ Kompany 52’ Milner 71’ | Marcatori | 65’ Warnock |

| Arbitro: | Mark Clattenburg |

|              |           |                                                            |
| Fletcher 81’ | Marcatori | 22’, 60’ Balotelli 69’ Agüero 90’, 90+3’ Džeko 90+1’ Silva |

| Arbitro: | Stuart Attwell |

|                                     |           |                 |
| Džeko 53’ Kolarov 67’ Johnson 90+1’ | Marcatori | 72’ (rig.) Hunt |

| Arbitro: | Martin Atkinson |

|                           |           |                                  |
| Bothroyd 28’ Helguson 69’ | Marcatori | 43’ Džeko 52’ Silva 74’ Y. Touré |

| Arbitro: | Chris Foy |

|                                                     |           |             |
| Balotelli 41’ (rig.) Richards 44’ Agüero 72’ (rig.) | Marcatori | 89’ Gosling |

| Arbitro: | Martin Atkinson |

|                    |           |             |
| Lescott 33’ (aut.) | Marcatori | 31’ Kompany |

| Arbitro: | Howard Webb |

|                                                               |           |             |
| Agüero 32’ Nasri 51’ Y. Touré 68’ Balotelli 88’ Johnson 90+1’ | Marcatori | 81’ Morison |

| Arbitro: | Mark Clattenburg |

|                                 |           |              |
| Meireles 34’ Lampard 82’ (rig.) | Marcatori | 2’ Balotelli |

| Arbitro: | Phil Dowd |

|           |           |  |
| Silva 53’ | Marcatori |  |

| Arbitro: | Mike Dean |

|                             |           |  |
| Agüero 28’, 54’ Johnson 35’ | Marcatori |  |

| West Bromwich 26 dicembre 2011, ore 15:00 GMT 18ª giornata | West Bromwich | 0 – 0 referto | Manchester City | The Hawthorns (25.938 spett.)\| Arbitro: \| Lee Mason \| |
| Arbitro:                                                   | Lee Mason     |               |                 |                                                          |

| Arbitro: | Kevin Friend |

|          |           |  |
| Ji 90+3’ | Marcatori |  |

#### Girone di ritorno
| Arbitro: | Andre Marriner |

|                                           |           |  |
| Agüero 10’ Y. Touré 33’ Milner 75’ (rig.) | Marcatori |  |

| Arbitro: | Martin Atkinson |

|  |           |           |
|  | Marcatori | 22’ Džeko |

| Arbitro: | Howard Webb |

|                                              |           |                    |
| Nasri 56’ Lescott 59’ Balotelli 90+5’ (rig.) | Marcatori | 60’ Defoe 65’ Bale |

| Arbitro: | Peter Walton |

|            |           |  |
| Gibson 60’ | Marcatori |  |

| Arbitro: | Mike Dean |

|                                              |           |  |
| Agüero 10’ (rig.) Baird 30’ (aut.) Džeko 72’ | Marcatori |  |

| Arbitro: | Michael Oliver |

|  |           |             |
|  | Marcatori | 63’ Lescott |

| Arbitro: | Mike Jones |

|                                    |           |  |
| Balotelli 30’ Agüero 52’ Džeko 81’ | Marcatori |  |

| Arbitro: | Mark Clattenburg |

|                                    |           |  |
| Steinsson 23’ (aut.) Balotelli 69’ | Marcatori |  |

| Arbitro: | Lee Mason |

|           |           |  |
| Moore 83’ | Marcatori |  |

| Arbitro: | Mike Dean |

|                             |           |            |
| Agüero 78’ (rig.) Nasri 85’ | Marcatori | 60’ Cahill |

| Arbitro: | Howard Webb |

|            |           |              |
| Crouch 59’ | Marcatori | 76’ Y. Touré |

| Arbitro: | Phil Dowd |

|                                |           |                                 |
| Balotelli 43’, 85’ Kolarov 86’ | Marcatori | 31’, 55’ Larsson 45+4’ Bendtner |

| Arbitro: | Martin Atkinson |

|            |           |  |
| Arteta 87’ | Marcatori |  |

| Arbitro: | Kevin Friend |

|                                    |           |  |
| Agüero 6’, 54’ Tévez 61’ Silva 64’ | Marcatori |  |

| Arbitro: | Chris Foy |

|            |           |                                                   |
| Surman 51’ | Marcatori | 18’, 73’, 80’ Tévez 27’, 75’ Agüero 90+2’ Johnson |

| Arbitro: | Lee Probert |

|  |           |                      |
|  | Marcatori | 27’ Agüero 74’ Nasri |

| Arbitro: | Andre Marriner |

|               |           |  |
| Kompany 45+1’ | Marcatori |  |

| Arbitro: | Howard Webb |

|  |           |                   |
|  | Marcatori | 70’, 89’ Y. Touré |

| Arbitro: | Mike Dean |

|                                       |           |                      |
| Zabaleta 39’ Džeko 90+2’ Agüero 90+4’ | Marcatori | 48’ Cissé 66’ Mackie |

### FA Cup
| Arbitro: | Chris Foy |

|                        |           |                             |
| Kolarov 48’ Agüero 65’ | Marcatori | 10’, 40’ Rooney 30’ Welbeck |

### Football League Cup
| Arbitro: | Kevin Friend |

|                              |           |  |
| Hargreaves 17’ Balotelli 37’ | Marcatori |  |

| Arbitro: | Neil Swarbrick |

|                        |           |                                                   |
| Milijaš 19’ O'Hara 66’ | Marcatori | 38’ Johnson 40’ Nasri 41’, 65’ Džeko 51’ Scapuzzi |

| Arbitro: | Lee Probert |

|  |           |            |
|  | Marcatori | 83’ Agüero |

| Arbitro: | Lee Mason |

|  |           |                    |
|  | Marcatori | 13’ (rig.) Gerrard |

| Arbitro: | Phil Dowd |

|                                |           |                       |
| Gerrard 40’ (rig.) Bellamy 74’ | Marcatori | 31’ de Jong 67’ Džeko |

### Community Shield
| Arbitro: | Phil Dowd |

|                            |           |                         |
| Smalling 52’ Nani 58’, 90’ | Marcatori | 38’ Lescott 45+2’ Džeko |

### Champions League

#### Fase a gironi
| Arbitro: | Jonas Eriksson |

|             |           |            |
| Kolarov 74’ | Marcatori | 69’ Cavani |

| Arbitro: | Viktor Kassai |

|                |           |  |
| Gómez 38’, 45’ | Marcatori |  |

| Arbitro: | Pavel Královec |

|                                  |           |         |
| Marchena 43’ (aut.) Agüero 90+3’ | Marcatori | 4’ Cani |

| Arbitro: | Pedro Proença |

|  |           |                                          |
|  | Marcatori | 30’, 71’ Y. Touré 45+3’ (rig.) Balotelli |

| Arbitro: | Damir Skomina |

|                 |           |               |
| Cavani 17’, 49’ | Marcatori | 33’ Balotelli |

| Arbitro: | Stéphane Lannoy |

|                        |           |  |
| Silva 37’ Y. Touré 52’ | Marcatori |  |

### Europa League

#### Fase a eliminazione diretta
| Arbitro: | Cüneyt Çakır |

|            |           |                               |
| Varela 27’ | Marcatori | 55’ (aut.) Pereira 86’ Agüero |

| Arbitro: | Wolfgang Stark |

|                                           |           |  |
| Agüero 1’ Džeko 76’ Silva 84’ Pizarro 86’ | Marcatori |  |

| Arbitro: | Carlos Velasco Carballo |

|            |           |  |
| Xandão 51’ | Marcatori |  |

| Arbitro: | Tom Harald Hagen |

|                                      |           |                                   |
| Agüero 60’, 82’ Balotelli 75’ (rig.) | Marcatori | 33’ Fernández 40’ van Wolfswinkel |

## Statistiche

### Statistiche di squadra
| Competizione        | Punti | In casa | In casa | In casa | In casa | In casa | In casa | In trasferta | In trasferta | In trasferta | In trasferta | In trasferta | In trasferta | Totale | Totale | Totale | Totale | Totale | Totale | DR  |
| Competizione        | Punti | G       | V       | N       | P       | Gf      | Gs      | G            | V            | N            | P            | Gf           | Gs           | G      | V      | N      | P      | Gf     | Gs     | DR  |
| ------------------- | ----- | ------- | ------- | ------- | ------- | ------- | ------- | ------------ | ------------ | ------------ | ------------ | ------------ | ------------ | ------ | ------ | ------ | ------ | ------ | ------ | --- |
| Premier League      | 89    | 19      | 18      | 1       | 0       | 55      | 12      | 19           | 10           | 4            | 5            | 38           | 17           | 38     | 28     | 5      | 5      | 93     | 29     | +64 |
| FA Cup              | -     | 1       | 0       | 0       | 1       | 2       | 3       | -            | -            | -            | -            | -            | -            | 1      | 0      | 0      | 1      | 2      | 3      | -1  |
| Football League Cup | -     | 2       | 1       | 0       | 1       | 2       | 1       | 3            | 2            | 1            | 0            | 8            | 2            | 5      | 3      | 1      | 1      | 10     | 3      | +7  |
| Community Shield    | -     | -       | -       | -       | -       | -       | -       | -            | -            | -            | -            | -            | -            | 1      | 0      | 0      | 1      | 2      | 3      | -1  |
| Champions League    | 10    | 3       | 2       | 1       | 0       | 5       | 2       | 3            | 1            | 0            | 2            | 4            | 4            | 6      | 3      | 1      | 2      | 9      | 6      | +3  |
| Europa League       | -     | 2       | 2       | 0       | 0       | 7       | 2       | 2            | 1            | 0            | 1            | 2            | 2            | 4      | 3      | 0      | 1      | 9      | 4      | +5  |
| Totale              | -     | 27      | 23      | 2       | 2       | 71      | 20      | 27           | 14           | 5            | 8            | 52           | 25           | 55     | 37     | 7      | 11     | 125    | 48     |     |